# Daniel Curtis Lee
Daniel Curtis Lee (Clinton, 17 mei 1991) is een Amerikaanse acteur, die bekend werd door zijn rol in Ned's Survival Gids als de nerd-achtige Simon Nelson-Cook, bekend als "Cookie". Hij is ook bekend als rapper, onder de artiestennaam Dan-D. Daniel Curtis Lee verscheen ook in andere televisieseries zoals First Monday en The Shield.
Daniel Curtis Lee is geboren in Mississippi, maar hij houdt ervan om op andere plaatsen in de V.S. rond te trekken, zoals Los Angeles, Californië, Houston, Texas en Florida om zijn nieuwe muziek te presenteren.
Hij is de jongere broer van acteur Nathaniel Lee, Jr.

## Filmografie
| Jaar        | Titel                                      | Rol                        |
| ----------- | ------------------------------------------ | -------------------------- |
| 2001        | The Rising Palace                          | Student                    |
| 2002        | First Monday (TV serie)                    | Corner Boy #1              |
| 2002        | Friday After Next                          | Badboy #2                  |
| 2003        | The Shield (TV serie)                      | Cassius                    |
| 2004        | That's So Raven                            | Thief #3                   |
| 2005 - 2007 | Ned's Survival Gids (TV serie Nickelodeon) | Simon "Cookie" Nelson-Cook |
| 2009 - 2012 | Zeke & Luther (TV serie Disney XD)         | Kojo                       |
| 2011        | Good Luck Charlie                          | Raymond(Ray-Ray)           |